# Song of the Open Road
Song of the Open Road (Brasil: Viva a Juventude / Portugal: Sinfonia Rústica) é um filme norte-americano de 1944, do gênero comédia musical, dirigido por S. Sylvan Simon e estrelado por Jane Powell e Edgar Bergen.
Song of the Open Road é notável apenas por ser a estreia no cinema de Jane Powell, na época com quinze anos e estrela cantante do rádio. Ela logo assinaria com a MGM e tingiria os cabelos de louro.
O filme recebeu uma indicação ao Oscar pela trilha sonora, e outra pela canção "Too Much in Love", de Walter Kent e Kim Gannon, cantada por Jackie Moran.

## Sinopse
Jane Powell, jovem e já famosa cantora, cansada dos palcos, larga tudo e junta-se ao Civilian Conservation Corps, um programa de ajuda aos desempregados criado pelo New Deal. Quando uma plantação corre o risco de ser perdida por não contar com gente suficiente para colhê-la, Jane chama seus antigos colegas e monta um espetáculo para sensibilizar os trabalhadores.

## Premiações
| Patrocinador                                  | Prêmio | Categoria                                                    | Situação |
| --------------------------------------------- | ------ | ------------------------------------------------------------ | -------- |
| Academia de Artes e Ciências Cinematográficas | Oscar  | Melhor Canção Original Melhor Trilha Sonora de Filme Musical | Indicado |

## Elenco
| Ator/Atriz       | Personagem   |
| ---------------- | ------------ |
| Jane Powell      | Jane Powell  |
| Edgar Bergen     | Edgar Bergen |
| Bonita Granville | Bonnie       |
| W. C. Fields     | W. C. Fields |
| Peggy O'Neill    | Peggy        |
| Jackie Moran     | Jackie Moran |
| Bill Christy     | Bill         |
| Reginald Denny   | Curtis       |
| Regis Toomey     | Connors      |
| Rose Hobart      | Mãe de Jane  |
| Charlie McCarthy | Charlie      |